# Joseph Franklin Wilson

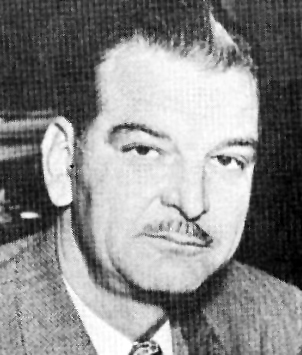
Joseph Franklin Wilson

Joseph Franklin Wilson (* 18. März 1901 in Corsicana, Texas; † 13. Oktober 1968 in Dallas, Texas) war ein US-amerikanischer Politiker. Zwischen 1947 und 1955 vertrat er den Bundesstaat Texas im US-Repräsentantenhaus.

## Werdegang
Joseph Wilson besuchte die öffentlichen Schulen seiner Heimat. Im Jahr 1913 kam er nach Memphis, wo er bis 1916 seine Schulausbildung fortsetzte. Während des Ersten Weltkrieges war er zwischen 1917 und 1919 an verschiedenen Militärschulen. Nach einem anschließenden Jurastudium an der Baylor University in Waco und seiner 1923  erfolgten Zulassung als Rechtsanwalt begann er in Dallas in diesem Beruf zu arbeiten. Politisch war er Mitglied der Demokratischen Partei. Im Juni 1936 war er Delegierter zur Democratic National Convention in Philadelphia, auf der Präsident Franklin D. Roosevelt zur Wiederwahl nominiert wurde. Von 1942 bis 1945 war er regionaler Parteivorsitzender der Demokraten im Dallas County. Zwischen 1943 und 1944 amtierte er als Bezirksrichter am Kriminalgericht von Texas.
Bei den Kongresswahlen des Jahres 1946 wurde Wilson im fünften Wahlbezirk von Texas in das US-Repräsentantenhaus in Washington, D.C. gewählt, wo er am 3. Januar 1947 die Nachfolge von Hatton W. Sumners antrat. Nach drei Wiederwahlen konnte er bis zum 3. Januar 1955 vier Legislaturperioden im Kongress absolvieren. Diese waren von den Ereignissen des Kalten Krieges und der Bürgerrechtsbewegung geprägt. Im Jahr 1954 verzichtete Wilson auf eine weitere Kandidatur.
Nach dem Ende seiner Zeit im US-Repräsentantenhaus war er zwischen 1955 und 1968 Richter am Kriminalgericht der Stadt Dallas. In dieser Eigenschaft war er am 22. November 1963 bei der Vereidigung des neuen Präsidenten Lyndon B. Johnson beteiligt, dem dieses Amt nach der Ermordung von John F. Kennedy zufiel. Joseph Wilson starb am 13. Oktober 1968 in Dallas, wo er auch beigesetzt wurde.